# سير الضنية
سير الضنية هي قرية لبنانية من قرى قضاء الضنية في محافظة الشمال ومركز القضاء. وهي مدينة صغيرة يتحلق حولها معظم البلدات لتشكل مع مركز القضاء، تجمعا سكانيا كبيرا يتمركز في دائرة تحيط بمجرى نهر البارد. اما ما تبقى من أراضيها فهي عبارة عن جرود شاسعة، قفراء بعضها لم تطأه قدم إنسان لشدة وعورتها.
تتوسط هذه البلدة القرى الجبلية التابعة لقضاء الضنية المنية في شمال لبنان .
هي مركز القضاءوتقع على ارتقاع 900 إلى 1150 متر
أكثر ما يميز هذه البلدة الوديعة صيفاً مناخها المنعش والصحي أضف إلى ذلك طبعاً اشجارها المثمرة بالفواكه والخضار ذو الشهرة ليس فقط لبنانياً انما أيضاً عربياً . هي أيضاً مقصد كثير من السياح العرب بشكلٍ خاص ضيوفنا الدائمين الأشقاء من دولة الكويت والمملكة العربية السعودية. شتاءً طقسها بارد نسبياً وفي بعد أيام ألسنة تتساقط الثلوج فتصبح بامتياز عروس القضاء . أهالي سير حالهم كأهالي القضاء بأسره يحسب لهم الضيافة والكرم وحسن الجوار وإكرام الضيف. أكثر ما يميز سير من الناحية السياحية هي مطاعمهاوفنادقها الكثيرة التي تقدم أشهى المأكولات اللبنانية . نذكر على سبيل المثال وليس الحصر:فندق و مطعم قصر الامراء مطعم خضر اغا،أبونواس،الفيصل اوتيل سير الكبير ومقهى الجزار .